# Campeonato Mundial de Baloncesto Masculino Sub-19
El Campeonato Mundial de Baloncesto Masculino Sub-19 es una competición de baloncesto organizada por la FIBA desde 1979 que inicialmente se celebraba cada 4 años, pasando en 2007 a hacerlo bienalmente.

## Ediciones
| Año  | Sede                        | Partido por la medalla de oro | Partido por la medalla de oro | Partido por la medalla de oro | Partido por la medalla de bronce | Partido por la medalla de bronce | Partido por la medalla de bronce |
| Año  | Sede                        | Oro                           | Resultado                     | Plata                         | Bronce                           | Resultado                        | 4.ª plaza                        |
| ---- | --------------------------- | ----------------------------- | ----------------------------- | ----------------------------- | -------------------------------- | -------------------------------- | -------------------------------- |
| 1979 | Brasil (Salvador)           | Estados Unidos                | Liga                          | Brasil                        | Argentina                        | Liga                             | Yugoslavia                       |
| 1983 | España (Palma de Mallorca)  | Estados Unidos                | 82 - 78                       | Unión Soviética               | Brasil                           | 71 - 66                          | España                           |
| 1987 | Italia (Bormio)             | Yugoslavia                    | 86 - 76                       | Estados Unidos                | Italia                           | 77 - 66                          | Alemania                         |
| 1991 | Canadá (Edmonton)           | Estados Unidos                | 90 - 85                       | Italia                        | Argentina                        | 74 - 71                          | Yugoslavia                       |
| 1995 | Grecia (Atenas)             | Grecia                        | 91 - 73                       | Australia                     | España                           | 77 - 64                          | Croacia                          |
| 1999 | Portugal (Lisboa)           | España                        | 94 - 87                       | Estados Unidos                | Croacia                          | 66 - 59                          | Argentina                        |
| 2003 | Grecia (Tesalónica)         | Australia                     | 126 - 92                      | Lituania                      | Grecia                           | 73 - 64                          | Croacia                          |
| 2007 | Serbia (Novi Sad)           | Serbia                        | 74 - 69                       | Estados Unidos                | Francia                          | 75 - 67                          | Brasil                           |
| 2009 | Nueva Zelanda (Auckland)    | Estados Unidos                | 88 - 80                       | Grecia                        | Croacia                          | 87 - 81                          | Australia                        |
| 2011 | Letonia (Riga)              | Lituania                      | 85 - 67                       | Serbia                        | Rusia                            | 77 - 72                          | Argentina                        |
| 2013 | República Checa (Praga)     | Estados Unidos                | 82 - 68                       | Serbia                        | Lituania                         | 106 - 100                        | Australia                        |
| 2015 | Grecia (Heraclión)          | Estados Unidos                | 79 - 71                       | Croacia                       | Turquía                          | 80 - 71                          | Grecia                           |
| 2017 | Egipto (El Cairo)           | Canadá                        | 79 - 60                       | Italia                        | Estados Unidos                   | 96 - 72                          | España                           |
| 2019 | Grecia (Creta)              | Estados Unidos                | 93 - 79                       | Malí                          | Francia                          | 73 - 68                          | Lituania                         |
| 2021 | Letonia (Riga / Daugavpils) | Estados Unidos                | 83 - 81                       | Francia                       | Canadá                           | 101 - 92                         | Serbia                           |
| 2023 | Hungría (Debrecen)          | España                        | 73 - 69                       | Francia                       | Turquía                          | 84 - 70                          | Estados Unidos                   |
| 2025 | Suiza (Lausana)             | Estados Unidos                | 109 - 76                      | Alemania                      | Eslovenia                        | 91 - 87                          | Nueva Zelanda                    |

## Medallero
- Actualizado hasta Lausana 2025

| Núm. | País             | Oro | Plata | Bronce | Total |
| ---- | ---------------- | --- | ----- | ------ | ----- |
| 1    | Estados Unidos   | 9   | 3     | 1      | 13    |
| 2    | España           | 2   | 0     | 1      | 3     |
| 3    | Serbia           | 1   | 2     | 0      | 3     |
| 4    | Grecia           | 1   | 1     | 1      | 3     |
| 5    | Lituania         | 1   | 1     | 1      | 3     |
| 6    | Australia        | 1   | 1     | 0      | 2     |
| 7    | Canadá           | 1   | 0     | 1      | 2     |
| 8    | Yugoslavia†      | 1   | 0     | 0      | 1     |
| 9    | Francia          | 0   | 2     | 2      | 4     |
| 10   | Croacia          | 0   | 2     | 1      | 3     |
| 11   | Italia           | 0   | 1     | 1      | 2     |
| 12   | Brasil           | 0   | 1     | 1      | 2     |
| 13   | Rusia            | 0   | 1     | 1      | 2     |
| 14   | Malí             | 0   | 1     | 0      | 1     |
| 15   | Unión Soviética† | 0   | 1     | 0      | 1     |
| 16   | Alemania         | 0   | 1     | 0      | 1     |
| 17   | Argentina        | 0   | 0     | 2      | 2     |
| 18   | Turquía          | 0   | 0     | 2      | 2     |
| 19   | Eslovenia        | 0   | 0     | 1      | 1     |